# Préambule (droit)
Pour les articles homonymes, voir Préambule.

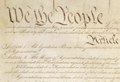
Le Préambule de la Constitution des États-Unis.

Un préambule est une introduction, un exposé préliminaire des motifs qui ont guidé les législateurs dans la rédaction de la Constitution, la loi en question. Le mot désigne particulièrement les premiers paragraphes d'une loi ou autre texte juridique qui exposent des faits historiques ou autres qui se rapportent au sujet en question.
Il peut aussi s'agir d'un texte unilatéral ou bilatéral (contrat, testament, etc.) dont l'utilité est de guider le juge en cas de difficulté d'interprétation. Les juges, si le texte manque de clarté, peuvent y trouver des éléments d'interprétation de l'intention commune des déclarants ou des signataires.

## Histoire
Le code donné aux Locriens par Zaïencus, philosophe du VIIe siècle, était précédé d’un préambule moral que Diodore et Stobée ont conservé.
La Loi salique de Dagobert Ier est parvenue dans plusieurs manuscrits avec un préambule, qui est un éloge de la libre nation franque, qui se termine par une invocation au Christ.
La Constitution que se donnèrent les États-Unis en se déclarant indépendants, contient un préambule qui a été imité dans les Constitutions françaises de 1791 et 1793 par la Déclaration des droits de l'homme et du citoyen. La Charte de 1814, la Constitution de 1848, ont aussi leurs préambules.

## Effet légal
Bien que le préambule d'un texte juridique puisse sembler n'être que des mots d'introduction de peu d'importance, il peut avoir des répercussions non prévues par ses auteurs. Par exemple, c'est en se fondant sur le préambule de la Constitution française, qui mentionne l'attachement de la République française aux principes énoncés dans la Déclaration des Droits de l'homme et du citoyen de 1789 que le Conseil constitutionnel a déclaré inconstitutionnelles certaines lois (la première étant la décision Liberté d'association).
De même, au Canada, le préambule de la Loi constitutionnelle de 1867 fut cité par la Cour suprême du Canada dans le renvoi relatif à la rémunération des juges de la Cour provinciale de l'Île-du-Prince-Édouard pour accroître les garanties d'indépendance judiciaire. En Inde, la Cour suprême a fréquemment déclaré inconstitutionnels les amendements qui violent la « structure de base » de la constitution, surtout son préambule. De plus, aux États-Unis d'Amérique, certains juges « constructionistes » ont affirmé que l'article 1er de la constitution américaine permet au gouvernement fédéral des États-Unis d'agir librement dans tout domaine mentionné au préambule de la constitution, un point de vue remis en question par certains de leurs collègues « originalistes ».
Pour cette raison, la rédaction du préambule du projet de constitution européenne, en 2004, a soulevé beaucoup de controverse à cause de la possibilité de l'inclusion de références au patrimoine religieux chrétien de l'Europe ; certains craignaient qu'une telle phrase puisse être interprétée à l'avenir d'un point de vue juridique. De même, en Australie en 1999, un référendum sur l'adoption d'un nouveau préambule fut accompagné par une promesse que celui-ci ne pourrait jamais être appliqué par les tribunaux, certains craignant qu'il puisse être interprété de manière douteuse par certains juges.